# Asociación de Cronistas de Espectáculos de Nueva York
Asociación de Cronistas de Espectáculos de Nueva York es una organización cultural sin fines de lucro fundada el 12 de diciembre de 1967. La organización ha otorgado los Premios ACE anualmente desde el 25 de mayo de 1969. Desde 1983, la organización ha tenido un programa separado de premios por sus logros en la música.
Los artistas notables honrados por ACE incluyen a Raphael (cantante), Mirla Castellanos,  Juan Gabriel, Iris Chacón, Charytín, Plácido Domingo, Lupita Ferrer, Laura de la Uz, la bailarina y actriz Yolanda Montes «Tongolele»,Lola Beltrán, Olga Guillot, Julio Iglesias, Diana Bracho, José José, Rocío Jurado, Marga López, José Luis López Vázquez,Angélica María, el trompetista puertorriqueño Luis "Perico" Ortiz, Lucero, Silvia Pinal, el percusionista cubano Carlo "Patato" Valdez y los periodistas de televisión y presentadores de programas de entrevistas Don Francisco, Cristina Saralegui y Natalia Cruz.
Las películas premiadas por los Premios ACE incluyen ¡Átame! (1991) y Little Spain.
Además de su programa de premios, ACE patrocina conferencias, eventos musicales con artistas latinos y latinos, talleres de capacitación y mesas redondas. La organización fue reconocida en la Cámara de Representantes de los Estados Unidos el 27 de marzo de 1992 por el representante José E. Serrano (D–NY).
A partir de 2006, los premios en la ceremonia principal se otorgan en las áreas de variedades, teatro, cine, televisión y televisión por cable. También se han otorgado premios anteriores a artistas musicales. Desde 1983, la organización ha organizado una Gala Musical Anual por separado para estos honores.